# Circolo Vela Torbole
Il Circolo Vela Torbole, sigla CVT, è una società velica dilettantistica con sede a Torbole sul Garda sulla sponda trentina del Lago di Garda.

## Storia
Fondato il 23 giugno 1964, il Circolo Vela Torbole viene riconosciuto dalla Federazione Italiana Vela solamente tre anni dopo, nell'ottobre 1967.
Nel maggio del 1965 riceve in concessione dal Comune di Nago-Torbole la zona adiacente alla galleria Adige-Garda, ampliata con i detriti ricavati dalla creazione della stessa. La località, conosciuta con il toponimo Conca d'Oro, ospita ancora oggi la sede nautica del sodalizio torbolano.

## Il campo di regata
La zona nord del lago di Garda è caratterizzata dalla costante presenza di vento che ha permesso al Circolo Vela Torbole di entrare nell'élite dei maggiori circoli internazionali per il livello delle regate organizzate.
Nell'arco della stagione il Circolo Vela Torbole organizza numerose regate, alcune delle quali di rilevanza internazionale, infatti, sono numerosi i titoli mondiali assegnati nelle acque gardesane. Il triangolo di lago racchiuso tra Tempesta, Ponale e la Conca d'oro ha visto sfidarsi nel corso degli anni i più grandi velisti di tutti i tempi.

### Principali regate organizzate
Nell'arco degli anni di attività il Circolo Vela Torbole ha organizzato regate che vanno dalla semplice attività sociale fino a campionati mondiali. Nel 1999 Torbole ha ospitato test di valutazione ISAF per l'assegnazione dello status olimpico alla classe 49er.

#### Trofei annuali
Il Circolo Vela Torbole ha all'interno del suo calendario regate alcune regate ricorrenti, divenute ormai delle classiche per il sodalizio dell'alto Garda.
- Torbole Europe Meeting
- Optimist d'Argento
- Torbole Tornado Trophy